# Pussyole (Old Skool)
Pussyole (Old Skool) è un brano musicale del rapper britannico Dizzee Rascal, pubblicato come secondo singolo estratto dall'album Maths + English. Il brano, scritto da Dylan Mills, è stato pubblicato il 30 luglio 2007 dalla XL Records.

## Tracce
CD singolo
1. Pussyole (Old Skool) (explicit version)
2. Old Skool (Pussyole) (clean version)
3. My Life (featuring Newham Generals)
4. My Life (instrumental)
5. Pussyole (Old Skool) (instrumental)
6. Pussyole (Old Skool) (acapella)

7" Vinyl
1. Pussyole (Old Skool) (explicit version)
2. Old Skool (Pussyole) (clean version)

## Classifiche
| Classifica (2007) | Posizione più alta |
| ----------------- | ------------------ |
| Regno Unito       | 22                 |